# Congreso Hispanoamericano de Prensa
El Congreso Hispanoamericano de Prensa es un organismo sin fines de lucro creado con el objetivo de unir a periodistas, comunicadores y medios de comunicación de habla hispana para promover la libertad de prensa, el intercambio de conocimientos, cultura y la capacitación profesional. Su sede principal se encuentra en Nueva York, Estados Unidos.

## Historia
Durante 26 años de existencia, ha reunido a periodistas, reporteros, fotógrafos, publicistas, artistas, escritores, académicos y estudiantes interesados en la divulgación y enseñanza.
El congreso fue establecido el 27 de mayo del año 1998 por un grupo de profesionales, entre los cuales se encuentra el Dr. Amín Cruz, quien ha sido una figura clave en su desarrollo y crecimiento. Durante el periodo 1998 a 2002, se vincularon varios personajes como Idelfonso Lagares, miembro cofundador, se institucionalizó jurídicamente, se establecieron presidencias en 18 países y una decena de estados en Estados Unidos. De esta manera se gestó la organización con el apoyo y alianza estratégica de entidades como el Periódico El Camino, Centro Carismático, Arquidiócesis de Nueva York, Revista Vida Cristiana y Columbia University entre otras entidades.
El Obispo Josu Iriondo brindó un apoyo fundamental a Cruz, orientándolo en la logística y organización del primer congreso, realizado en 2002 en la Universidad de Columbia en Nueva York.

## Objetivos
Su objetivo general es unir a personas de diferentes áreas, incluyendo periodistas, escritores, artistas, con la mística de romper barreras impuestas. Los principios fundamentales son:
- Defender el derecho de los periodistas a informar libremente y sin censura.

- Ofrecer oportunidades de formación y actualización para profesionales de la comunicación.

- Fomentar el intercambio de experiencias y buenas prácticas entre periodistas de diferentes países.

- Promuever la ética y responsabilidad en el ejercicio del periodismo.

- Abogar por la representación y participación de voces diversas en los medios de comunicación.

- Fortalecer la amistad, solidaridad, cultura y arte entre las naciones.

- Servir de plataforma internacional para el debate de temas importantes como el medio ambiente, la paz, la libertad de prensa, y otros de interés universal.

## Congresos
Desde su fundación, el Congreso Hispanoamericano de Prensa ha organizado eventos de carácter humanitario, educativos, cultural, artísticos, periodísticos y 26 congresos en diversas ciudades del mundo. Estos congresos han reunido a periodistas, académicos y profesionales de la comunicación para debatir sobre temas de actualidad, compartir investigaciones y fortalecer la red de periodistas hispanohablantes. Algunos de los congresos más destacados incluyen:
- 2002, Primer Congreso Hispanoamericano de Prensa, realizado en Columbia University en Nueva York, EE. UU.. Asistieron cerca de 100 personalidades, 589 periodistas, líderes sociales, estudiantes de periodismo, y público en general.
- 2004, Segundo Congreso Hispanoamericano de Prensa, centrado en la libertad de expresión y la censura. Como parte de la agenda se realizó el Seminario Internacional del congreso en las instalaciones de la Pontificia Universidad Católica Madre y Maestra, en la ciudad de Santiago de los Caballeros, en República Dominicana con asistencia de 800 personas. Además, nace el proyecto de Congreso Mundial de Universidades.
- 2015,XI Congreso Hispanoamericano de Prensa realizado en la Universidad Mayor de San Andrés en Bolivia. Como parte de las actividades  se estableció el desarrollo del Congreso Mundial de Universidades, contando con gran  asistencia..
- 2016, XII Congreso Hispanoamericano de Prensa en República Dominicana. Paralelo se desarrolló el Congreso Mundial de Universidades, junto a las principales universidades que tienen facultad de periodismo y de comunicación social.
- 2019,XV Congreso Hispanoamericano de Prensa en Nueva York, Estados Unidos. En las instalaciones de las Naciones Unidas y varias universidades.[10]
- 2020, XVI Congreso Hispanoamericano de Prensa se realizó desde Nueva York de manera virtual debido a las contingencias ocasionadas por la pandemia. Fueron 20 las universidades y 19 países que participaron en los diversos temas y ponencias de este evento virtual.[11]
- 2024, El XXVI Congreso Hispanoamericano de Prensa se celebró en Las Naciones Unidas en Nueva York los días 31 de mayo y 1 de junio de 2024. El tema central fue "La Nueva Operación Verdad", basado en la ética y los Objetivos de Desarrollo Sostenible de la ONU.[12]
- 2024, XXVII Congreso Hispanoamericano de Prensa fue celebrado en homenaje al periodista Javier Darío Restrepo, realizado del 3 al 6 de octubre en la sede del Senado de la República de Colombia en Bogotá. En este cónclave se discutieron los desafíos que enfrenta el periodismo en la era de la Inteligencia Artificial (IA), la veracidad de la información en los medios de comunicación, creación del movimiento y anuncio de la cumbre en torno a La Teoría del Anticrono, la globalización, sostenibilidad, medio ambiente y la digitalización, entre otros temas de interés universal.[13][14][15]
- 2024, celebrado en el mes de noviembre el XXVIII Congreso Hispanoamericano de Prensa en la República Dominicana, abarcó diversas localidades y ciudades. Este  evento internacional bajo el lema: “El Rol de la Prensa en Tiempos de Crisis”, abordó temáticas como medio ambiente, periodismo, salud y paz. La inauguración tuvo lugar en la Universidad Autónoma de Santo Domingo, e incluyó variedad de eventos artísticos, culturales y literarios que destacaron y enmarcaron las temáticas del encuentro. El evento contó con la participación de personalidades como: Alex Urquidi,  Ana Gabriela Hoyos, Ignacio Ramonet, Gerson Díaz, Jesús Eduardo Villarroel González, Javier Hoyos Ángulo, Ernesto Ríos Rocha, Carlos Aguasaco, Leandro Campos Feliz, Luis González, Aurelio Henríquez, Elvira Lora, José Beato, Alex Urquidi, Leticia Centurión, Lissette Montolío, Rosa Encarnación, Gabriel Cruz, Oscar López Reyes, Persio Maldonado, entre otros.[16][17]

## Actividades
El Congreso Hispanoamericano de Prensa organiza diversas actividades y programas, como:
- Talleres y seminarios: Orientados a la capacitación en nuevas tecnologías, técnicas de investigación y periodismo digital.
- Foros de discusión: Espacios para el debate sobre temas de actualidad y desafíos en el campo de la comunicación.
- Publicaciones: Difusión de investigaciones, artículos y reportajes destacados a través de revistas y boletines.
- Actividades culturales y artísticas: realización y apoyo de presentaciones de libros, recitales de poesía, obras de teatro, exposiciones de arte entre otros.
- Premios y reconocimientos: Otorga premios a la excelencia periodística y a contribuciones destacadas en el ámbito de la comunicación.

## Sede
La sede principal del Congreso Hispanoamericano de Prensa está en Nueva York, Estados Unidos. Esta ubicación ha facilitado la participación de profesionales de América Latina y España, mediante una plataforma global para la discusión de temas en el ámbito periodístico y comunicacional. Cuenta con varias presidencias en países de habla hispana. 